# Incendios forestales en La Pampa de 2017
Los incendios forestales de La Pampa fueron una seguidilla de fuertes y masivos incendios en zonas rurales de la provincia de La Pampa en el centro de Argentina, que se extenderían a las provincias vecinas, siendo considerados unos de los mayores incendios forestales de la historia argentina en cuanto a su extensión, daños provocados y duración. En total se estimó que los incendios en la provincia arrasaron con 1.300.000 hectáreas de campos y bosques. Según el biólogo Esteban Dussart, profesor en la Facultad de Agronomía de la Universidad Nacional de La Pampa con maestría en ciencias biológicas de universidades de Bélgica, el origen y extensión de los incendios de 2017 se debió a la falta de un plan de manejo concreto y racional del bosque nativo, junto con el desinterés político por los mismos. Las causas de estos incendios estarían asociadas a la conversión ganadera y agrícola del suelo principalmente para el cultivo de soja.

## Desarrollo

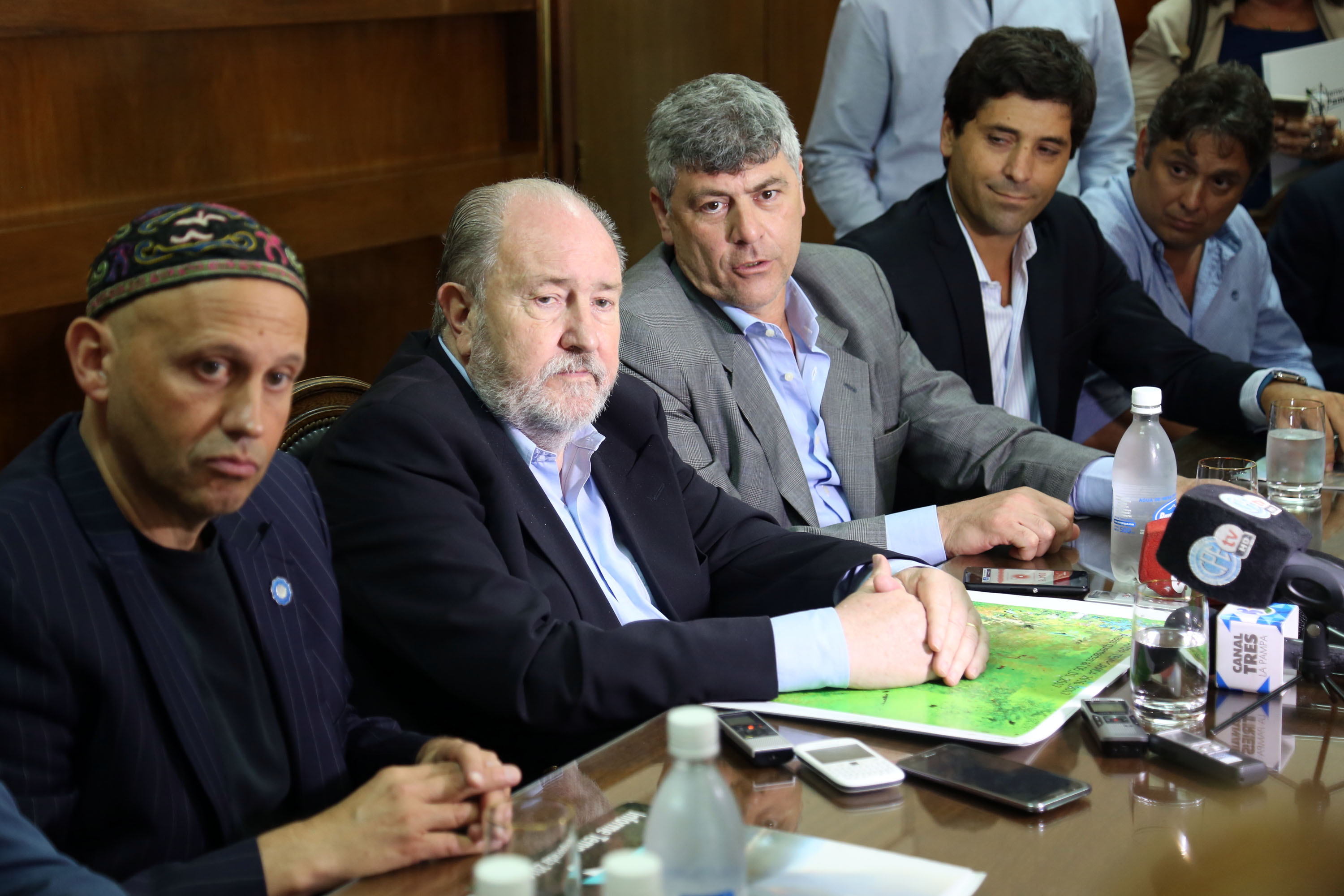
Funcionarios de los ministerios de Agroindustria, Ambiente y Desarrollo Sustentable, e Interior mantuvieron un encuentro con el gobernador pampeano Carlos Verna.

Durante noviembre comenzaron los primeros incendios, reportándose al 22 de noviembre de 2017 más de 80 focos en distintos puntos de La Pampa que quemaron alrededor de 467.000 hectáreas y provocaron la muerte de más de mil animales, según un informe del Instituto Nacional de Tecnología Agropecuaria (INTA), entre el 24 y el 30 de enero del año 2018 el área arrasada se incrementó en 174.000 hectáreas, totalizando más de 600.000 hectáreas quemadas a fines de enero. En medio de los graves incendios cuya mala gestión hizo que el Gobierno Nacional traspasara el control de los incendios del Ministerio de Medio ambiente dirigidos al Ministerio de Seguridad. En un solo mes se habitan quemado unas 300 mil hectáreas, el equivalente a 15 veces la superficie de toda la Ciudad de Buenos Aires. Tras los recortes presupuestarios para la prevención de incendios, Sergio Bergman, exministro de Ambiente de la Nación y exdiputado del PRO, había sido cuestionado desde la oposición y grupos ambientalistas por una drástica reducción del presupuesto del área, y por decir que lo más útil para enfrentar la temporada de incendios “es rezar” y calificando la fuerte extensión de los incendios como “una profecía apocalíptica” mientras los incendios forestales se extendían también por las provincias de Río Negro y Buenos Aires, etc. En tanto el gobierno de La Pampa y la Comisión de Emergencia Agropecuaria (CEA) decretaron en enero la emergencia agropecuaria hasta el 30 de junio. Para el 17 de enero se reportaba que los incendios ya habían provocado 800.258 hectáreas quemadas, que equivale a 40 veces la superficie de la Capital Federal.
El departamento más afectado para enero de 2018 era Caleu Caleu, en el suroeste provincial, dónde se encuentra La Adela, con más de 450.000 hectáreas. Los otros departamentos afectados fueron Utracán y Chalileo, que superaron las 100 mil hectáreas quemadas cada uno.
En 2017, el expresidente Mauricio Macri transfiere el Plan de Manejo del Fuego al Ministerio de Seguridad que conducía Patricia Bullrich. La diputada María Emilia Soria pidió la interpelación de Bergman por su gestión en los incendios. La magnitud del desastre ambiental tuvo repercusión en medios internacionales. El origen de los incendios se habría dado por parte de los sectores agropecuarios sojeros que realizan habituales quemas de pastizales para provocar intencionalmente los fuegos para reducir costos en el mantenimiento de sus campos.
Las críticas más importantes contra el gobierno nacional fueron en particular contra el ministro Sergio Bergman por la tardanza en la actuación contra los incendios. El primer avión hidrante y el único llegó el 1 de enero y cuando la situación era crítica. Según la información publicada por el Ministerio de Modernización, Bergman utilizó en su primer año de gestión apenas el 51 por ciento del presupuesto destinado al Sistema Nacional de Manejo del Fuego, por el manejo de los incendios y la subejecución presupuestaria, diferentes diputados de la oposición pidieron la renuncia del ministro. Según los datos oficiales publicados por el Ministerio de Modernización, solo se ejecutaron unos 111 millones de un total de 243 millones. En el caso del programa de Control Ambiental, que cumple funciones similares, tenía asignados para 2017 unos 80 millones de pesos, de los cuales se ejecutaron unos 34, sólo un 42,5% de la partida presupuestaria asignada al Sistema Federal del Manejo del Fuego, creado por ley en el año 2012, dedicado a prevenir y combatir incendios forestales y rurales. Para febrero de 2018 los incendios habían ocasionado ese mes la muerte de dos personas y más de mil cabezas de ganado. En enero de 2018 tras sus vacaciones y tras dos meses de incendios activos, Bergman, se apersono en el lugar cuando el fuego se extendía a la provincia colindante de Buenos Aires, lo que originó críticas de diversos sectores. El coordinador de la provincia de Buenos Aires de la Federación Agraria, criticó la actitud del ministro afirmando que "la zona necesita aviones hidrantes, no funcionarios con sus fotógrafos", asimismo se afirmó que el dinero debía gastarse en aviones hidrantes y no en los que llevan funcionarios naciones y provinciales con sus fotógrafos a la zona de los incendios en el sudoeste bonaerense que comenzaron en enero de 2018.
Semanas antes, en una reunión ocurrida el 28 de diciembre con la mesa agropecuaria, diferentes ruralistas habían advertido a los ministros bonaerenses sobre la gravedad de la situación en la zona por las fuertes sequías, pero los funcionarios se demoraron más de una semana en actuar. Desde agrupaciones de pequeños productores rurales se le pidió al Gobierno Nacional que dé respuestas por los daños que estaban sufriendo a consecuencia de los incendios en Buenos Aires que para fines de enero arrasaban más de 690 mil hectáreas.
En los meses posteriores la gestión del ministro fue cuestionada, finalmente el ministro Sergio Bergman fue denunciado penalmente por malversación de fondos públicos en diferentes maniobras para contratar helicópteros antiincendios sin licitación y en forma directa, la causa fue enviada a sorteo quedando a cargo de la causa penal el juez federal Rodolfo Canicoba Corral, con intervención del fiscal federal Federico Delgado. Días después se conoció que un portal había revelado la contratación directa de una empresa española de helicópteros pese a que la licitación estaba en curso, la empresa no tenía autorización para volar en el país y no cumplía con los requisitos de la licitación.